# Яс (остров)
Яс (араб. جزيرة ياس‎) — искусственный остров в Абу-Даби. Проект компании Aldar Properties. Расположен в 24 км к востоку от центра города Абу-Даби вблизи международного аэропорта. Занимает площадь 2500 га. Строительство на острове началось в 2007 году.
На Ясе находится гоночная трасса «Яс Марина», которая принимает этап Формулы-1 Гран-при Абу-Даби с сезона 2009 года. На острове также расположены парки аттракционов Warner Bros. World Abu Dhabi, Ferrari World, пятизвёздочный отель W Abu Dhabi – Yas Island, аквапарк Yas Waterworld Abu Dhabi, крытый центр приключений CLYMB Abu Dhabi, океанариум SeaWorld Abu Dhabi. Строится Диснейленд.
На World Travel Awards в ноябре 2009 года остров Яс был назван ведущим мировым туристическим проектом.

## Инфраструктура
Развлечения
- Ferrari World
- Яс Марина
- Warner Bros. World Abu Dhabi[англ.]
- Yas Waterworld Abu Dhabi[англ.]
- SeaWorld Abu Dhabi[англ.]
- Этихад Арена[англ.]
- Диснейленд[англ.]

Гостиницы и жилые дома
- Yas Marina Hotel
- Signature Hotel
- Links Golf Course Hotel
- Waterfront Beach Resort
- Yas Hotel
- Northern Villas
- Beachfront Villas
- Waterfront Apartments
- Northern Marina Village
- Yas Village
- Southern Marina

Отдых и прочие объекты
- Yas Mall[англ.]
- Links Golf Course
- Northern Golf Course
- Yas Village Town Center